# Run (film, 2004)
Pour les articles homonymes, voir Run.
Pour plus de détails, voir Fiche technique et Distribution.
Run est un film d'action indien réalisé par Jeeva mettant en vedette Abhishek Bachchan et Bhoomika Chawla, sorti en 2004. Il raconte la lutte de Siddarth pour vivre son amour avec Jhanvi dont la famille est farouchement opposée à cette relation. Les chansons sont composées par Himesh Reshammiya sur des paroles de Sameer.
Run est le remake du film tamoul homonyme réalisé deux ans plus tôt par N Linguswamy.

## Fiche technique
- Titre : Run
- Réalisateur : Jeeva
- Scénario : N Linguswamy
- Musique : Himesh Reshammiya
- Parolier : Sameer
- Chorégraphie : Raju Sundaram et Ganesh Acharya
- Direction artistique : Priten Patil et Thotta Tharani
- Photographie : Jeeva
- Montage : Sanjay Verma
- Cascades et combats : Peter Hein
- Production : Sridevi (Sahara One Motion Pictures et Sridevi Productions)
- Langue : hindi
- Pays d'origine : Inde
- Date de sortie : 14 mai 2004
- Format : Couleurs
- Genre : film d'action, comédie romantique
- Durée : 137 minutes

## Distribution
- Abhishek Bachchan : Siddharth
- Bhumika Chawla : Jhanvi Choudhary
- Mahesh Manjrekar : Ganpat Choudhary
- Vijay Raaz : Ganesh, ami de Siddharth
- Ayesha Jhulka : Shivani
- Mukesh Rishi : Rajeev
- Anjan Srivastava
- Goga Kapoor : un député

## Musique
La musique du film a été composée par Himesh Reshammiya. Les paroles ont été écrites par Sameer.